# Brandon Jones

Brandon W. Jones (2011)

Brandon W. Jones (* 7. Mai 1988 in Greensboro, North Carolina als Brandon William Jones) ist ein US-amerikanischer Schauspieler und Sänger.

## Leben
Brandon W. Jones ist im Mai 1988 in Greensboro, North Carolina, geboren und wuchs mit seinen Eltern Kimberly und Reid Jones in McLeansville, North Carolina, auf. Er besuchte die Northeast Guilford High School in Guilford County, an dem er Mitglied der Sportmannschaften von Fußball, Leichtathletik und Ringen war. Neben der Schauspielerei ist er auch als Sänger tätig. 2011 nahm er den Song "Wanna Be Known" zusammen mit Duo York auf.
Sein Debüt gab er in verschiedenen Fernsehserien. Er absolvierte Gastauftritte 2009 einen Gastauftritt in 90210. 2010 und 2011 war er in Law & Order: LA, CSI: NY und Switched at Birth zu sehen. Bekannt wurde er mit der Rolle des Liam in Lie to Me und der Rolle des Charlie Russell in CSI: Vegas. Danach hatte er Gastauftritte in The Finder, Jane by Design, Victorious, Supernatural und 2 Broke Girls. Seit 2013 spielt er die wiederkehrende Nebenrolle "Andrew Campbell" in der US-Serie Pretty Little Liars. Ebenfalls seit 2013 verkörpert er die Nebenrolle des Liam Olmstead in der ABC-Family-Fernsehserie The Fosters. Außerdem war er 2013 in der Webserie Trainers als Scott zu sehen.

## Verhaftung
Im Jahr 2017 wurde er zu einer 180-tägigen Haftstrafe verurteilt, weil er bei einem Nachbarschaftsstreit eine Waffe zog.

## Filmografie
- 2009: 90210 (Fernsehserie, Episode 2x03)
- 2010: Law & Order: LA (Fernsehserie, Episode 1x03)
- 2010–2011: Lie to Me (Fernsehserie, 3 Episoden)
- 2011: CSI: NY (Fernsehserie, Episode 7x19)
- 2011: Switched at Birth (Fernsehserie, Episode 1x04)
- 2011: First Day 2: First Dance (Webserie, 6 Episoden)
- 2011–2012: CSI: Vegas (CSI: Crime Scene Investigation, Fernsehserie, 4 Episoden)
- 2011: Born to Race
- 2012: The Finder (Fernsehserie, Episode 1x02)
- 2012: Jane by Design (Fernsehserie, Episode 1x09)
- 2012: Victorious (Fernsehserie, Episode 4x04)
- 2012: Supernatural (Fernsehserie, Episode 8x04)
- 2012: 2 Broke Girls (Fernsehserie, Episode 2x07)
- 2013: Killer Reality (Fernsehfilm)
- 2013: Trainers (Webserie, 3 Episoden)
- 2013–2015: Pretty Little Liars (Fernsehserie, 12 Episoden)
- 2013–2015: The Fosters (Fernsehserie, 6 Episoden)
- 2014: Cabot College (Fernsehfilm)
- 2014: The Middle (Fernsehserie, Episode 5x14)
- 2015–2016: Unbreakable Kimmy Schmidt (Webserie, 2 Episoden)
- 2016: The Big Bang Theory (Fernsehserie, Episode 10x03)